# Liste des ambassadeurs du Royaume-Uni en Uruguay
L'ambassadeur du Royaume-Uni en Uruguay est le chef de la mission diplomatique du Royaume-Uni en Uruguay. Le titre officiel est celui d'ambassadeur de Sa Majesté britannique en République orientale de l'Uruguay.

## Historique
Geoffrey Jackson, l'ambassadeur britannique en Uruguay, est kidnappé en janvier 1971. Il passe huit mois en captivité avant d'être libéré contre rançon en septembre 1971.

## Liste des chefs de mission

### Premiers diplomates
- 1824–1839: Thomas Samuel Hood
- 1846–1847: Adolphus Turner Chargé d'Affaires[1]
  - 1848: William Gore Ouseley Mission spéciale[1]
- 1847–1851: Captain Robert Gore Chargé d'Affaires[1], enterré au Cimetière britannique de Montevideo
- 1851–1853: Frederick Bruce Chargé d'Affaires[2]
- 1853–1854: George John Robert Gordon chargé d'affaires et consul général[3]
- Inconnu : Theodore Lemm, enterré au Cimetière britannique de Montevideo
- 1871: Major James St. John Munro consul, enterré au Cimetière britannique de Montevideo
- 1879: Clare Ford Minister Plenipotentiary and Consul-General[4]

### Ministre Résident et Consul général
- 1879–1884: Edmund Monson[5],[6]
- 1884–1888: William Palgrave[7]
- 1888–1893: Ernest Satow[8]
- 1893–1906: Walter Baring[9]
- 1906–1912: Robert Kennedy[10]

### Envoyé extraordinaire et Ministre plénipotentiaire
- 1913–1919: Alfred Mitchell-Innes[11]
- 1919–1925: Claude Mallet[12]
- 1925–1930: Ernest Scott[13]
- 1930–1933: Robert Michell[14]
- 1933–1941: Eugen Millington-Drake[15]
- 1941–1943: Ralph Stevenson[16]
- 1943: Gordon Vereker[17]

### Ambassadeur extraordinaire et plénipotentiaire
- 1944–1949: Gordon Vereker[18]
- 1949–1953: Douglas Howard[19]
- 1953–1955: Eric Lingeman
- 1955–1957: Keith Jopson[20]
- 1957–1961: Malcolm Henderson[21]
- 1961–1966: Norman Brain[22],[23]
- 1966–1969: Keith Unwin[24]
- 1969–1972: Geoffrey Jackson kidnappé en 1971
- 1971–1972: James Hennessy[24] (Consul) chargé d'affaires
- 1972–1977: Peter Oliver[24]
- 1977–1980: William Peters[24]
- 1980–1983: Patricia Hutchinson
- 1983–1986: Charles Wallace[24]
- 1986–1989: Eric Vines
- 1989–1991: Colum John Sharkey
- 1991–1994: Donald Lamont[25]
- 1995–1998: Robert Hendrie
- 1998–2001: Andrew Murray
- 2001–2005: John Everard
- 2005–2008: Hugh Salvesen
- 2008–2012: Patrick Mullee
- 2012–2016: Ben Lyster-Binns[26],[27]
- 2016–2020: Ian Duddy[26],[28]
- 2020–2022: Faye O'Connor[29]